# Мануель Морланес
Мануель Морланес Аріньйо (ісп. Manuel Morlanes Ariño; нар. 12 січня 1999, Сарагоса, Іспанія) — іспанський футболіст, півзахисник «Вільярреала», який виступає на правах оренди за «Мальорку».

## Кар'єра
Морланес є вихованцем «Сарагоси» — команди з його рідного міста. У 13 років він перебрався до академії «Вільярреала». Від 2015 року — гравець третьої команди клубу. Від сезону 2016/2017 — гравець «Вільяреала Б». 3 вересня 2016 року дебютував у Сегунді Б у поєдинку проти «Барселони Б». У дебютному сезоні з'являвся на полі тричі, у всіх іграх виходячи на заміну. У сезоні 2017/2018 — основний гравець «Вільярреала Б». Провів 33 матчі, забив 1 м'яч. 7 грудня 2017 року його взяли в основну команду на поєдинок Ліги Європи проти «Маккабі», де він з'явився на полі в стартовому складі.
Сезон 2018/2019 почав також з основною командою клубу. 18 серпня 2018 року дебютував у Ла-Лізі в поєдинку проти «Реал Сосьєдада», вийшовши у стартовому складі, але на 65-ій хвилині його замінив Дані Раба
Також Мануель — гравець юнацьких збірних Іспанії різного віку. Срібний призер Чемпіонату Європи 2016 року серед юнаків до 17 років. На турнірі провів шість матчів як один з основних гравців збірної. У фіналі проти юнаків з Португалії не забив свій пенальті в серії одинадцятиметрових, тому його команда зазнала поразки.

## Статистика виступів за клуб
Станом на 7 вересня 2020
| Клуб               | Сезон              | Ліга               | Ліга | Ліга | Кубок | Кубок | Європа | Європа | Інші | Інші | Загалом | Загалом |
| Клуб               | Сезон              | Дивізіон           | Ігри | Голи | Ігри  | Голи  | Ігри   | Голи   | Ігри | Голи | Ігри    | Голи    |
| ------------------ | ------------------ | ------------------ | ---- | ---- | ----- | ----- | ------ | ------ | ---- | ---- | ------- | ------- |
| Вільярреал C       | 2015–16            | Терсера Дивізіон   | 28   | 0    | —     | —     | —      | —      | —    | —    | 28      | 0       |
| Вільярреал C       | 2016–17            | Терсера Дивізіон   | 13   | 2    | —     | —     | —      | —      | —    | —    | 13      | 2       |
| Вільярреал C       | Загалом            | Загалом            | 41   | 2    | —     | —     | —      | —      | —    | —    | 41      | 2       |
| Вільярреал Б       | 2016–17            | Сегунда Дивізіон Б | 3    | 0    | —     | —     | —      | —      | —    | —    | 3       | 0       |
| Вільярреал Б       | 2017–18            | Сегунда Дивізіон Б | 27   | 1    | —     | —     | —      | —      | 6    | 0    | 33      | 1       |
| Вільярреал Б       | 2018–19            | Сегунда Дивізіон Б | 8    | 1    | —     | —     | —      | —      | 2    | 0    | 10      | 1       |
| Вільярреал Б       | Загалом            | Загалом            | 38   | 2    | —     | —     | —      | —      | 8    | 0    | 46      | 2       |
| Вільярреал         | 2017–2018          | Ла-Ліга            | 0    | 0    | 0     | 0     | 1      | 0      | —    | —    | 1       | 0       |
| Вільярреал         | 2018–2019          | Ла-Ліга            | 10   | 0    | 1     | 0     | 5      | 1      | —    | —    | 16      | 1       |
| Вільярреал         | 2019–2020          | Ла-Ліга            | 9    | 0    | 4     | 0     | 0      | 0      | —    | —    | 13      | 0       |
| Вільярреал         | Загалом            | Загалом            | 19   | 0    | 5     | 0     | 6      | 1      | —    | —    | 30      | 1       |
| Загалом за кар'єру | Загалом за кар'єру | Загалом за кар'єру | 98   | 4    | 5     | 0     | 6      | 1      | 8    | 0    | 117     | 5       |

1. ↑  Ігри в перехідному плей-оф
2. ↑  Ігри в перехідному плей-оф
3. ↑  Ігри в Лізі Європи
4. ↑  Ігри в Лізі Європи